# Eucalyptus camaldulensis
Espèce
Classification phylogénétique
Eucalyptus camaldulensis, le Gommier de Camaldoli ou Gommier des rivières ou Gommier rouge, River red gum en anglais, est une espèce de plantes à fleurs du genre Eucalyptus et de la famille des Myrtaceae. C'est un arbre  que l'on trouve dans de nombreuses parties du monde mais qui est originaire d'Australie où il est largement répandu au bord des rivières de l'intérieur du pays. Il tire son nom latin du jardin de Camaldoli, dans la Villa Ricciardi (it) près de Naples, lieu où il a été décrit pour la première fois.
C'est un arbre familier du bord de nombreuses rivières australiennes. L'arbre fournit une ombre bienvenue lors des fortes chaleurs rencontrées dans le centre de l'Australie et joue un rôle important dans la stabilisation des rives en fixant le sol et limitant l'érosion.

## Description

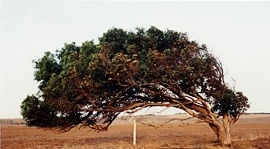
Greenough.

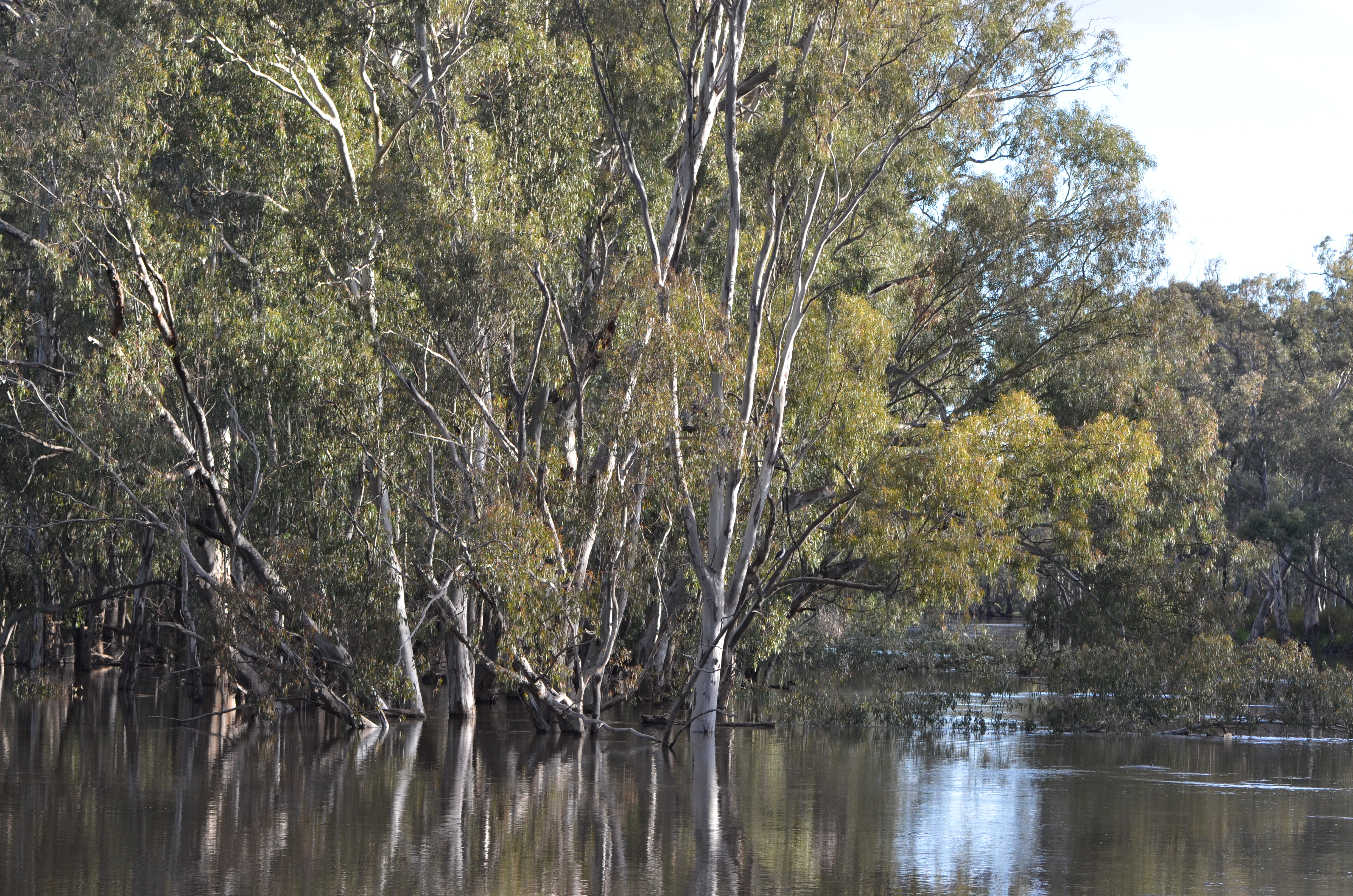
Eucalyptus camaldulensis, le long de l'Edward River, en Nouvelle Galles du Sud.

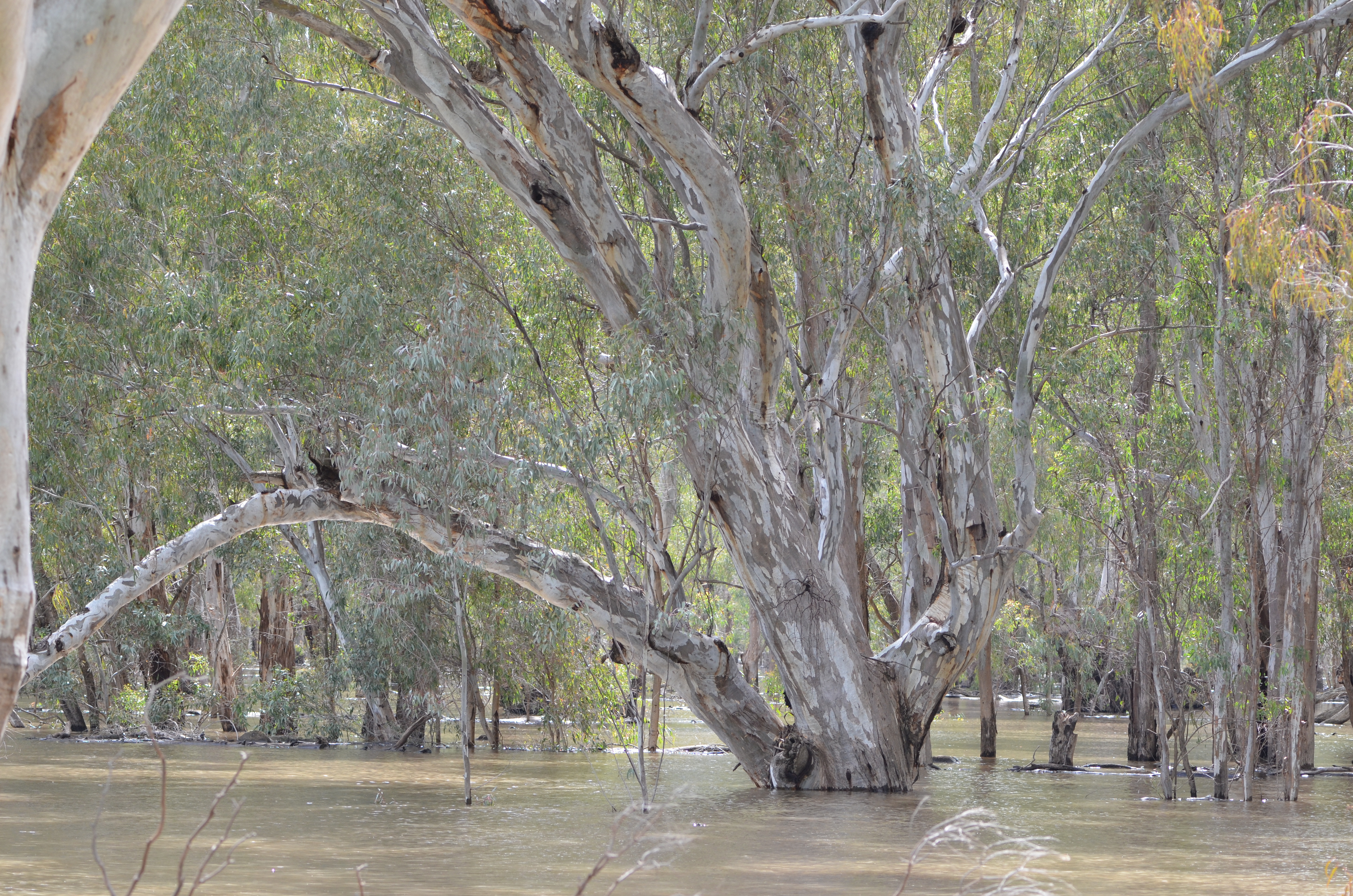
Eucalyptus camaldulensis, le long de la Murrumbidgee River, en Nouvelle Galles du Sud.

Il a une hauteur d'une vingtaine de mètres mais il peut aller jusqu'à 45 m. Son écorce, épaisse (3 cm), légère, est tachetée de rouge, de gris, de vert et de blanc.
Il fleurit de janvier à juin en zone tropicale.
Il est communément appelé le « faiseur de veuves » car, comme l'orme, il a la capacité de perdre ses branches (auto‑élagage).
Une variété particulière, le "Greenough", a une croissance inhabituelle, en poussant à l'horizontale dès qu'il a atteint une hauteur d'environ 2 m.

## Écologie
Les troncs de Gommiers rouges tombés dans les rivières comme la Murray jouent un rôle important dans l'équilibre écologique en servant d'abri et de nourriture aux poissons comme la morue de Murray (Maccullochella peelii peelii). Malheureusement, la plupart des troncs sont retirés de la rivière ce qui ne permet pas le développement des poissons.

## Culture
Les graines fraîches ou conservées au froid et au sec de "E. camaldulensis" germent facilement. La jeune plante devient très rapidement résistante à la sècheresse même dans les tubes de culture. Elle peut faire un excellent bonsaï et pourra repartir facilement aussi bien du pied que par ses bourgeons dormants si les conditions changent.
C'est un des eucalyptus les plus cultivés au monde (5 000 km2 de plantation en 1980), aussi bien dans des régions tropicales que des régions tempérées douces (climat méditerranéen ou subtropical). On le trouve dans les pays suivants : Argentine, Brésil, Burkina Faso, Cameroun, Égypte, Espagne, Italie, Kenya, Maroc, Nigeria, Pakistan, Sénégal, Sierra Leone, Sri Lanka, Soudan, Tanzanie, Uruguay, États-Unis (Arizona et Californie) et Zimbabwe.

## Utilisation

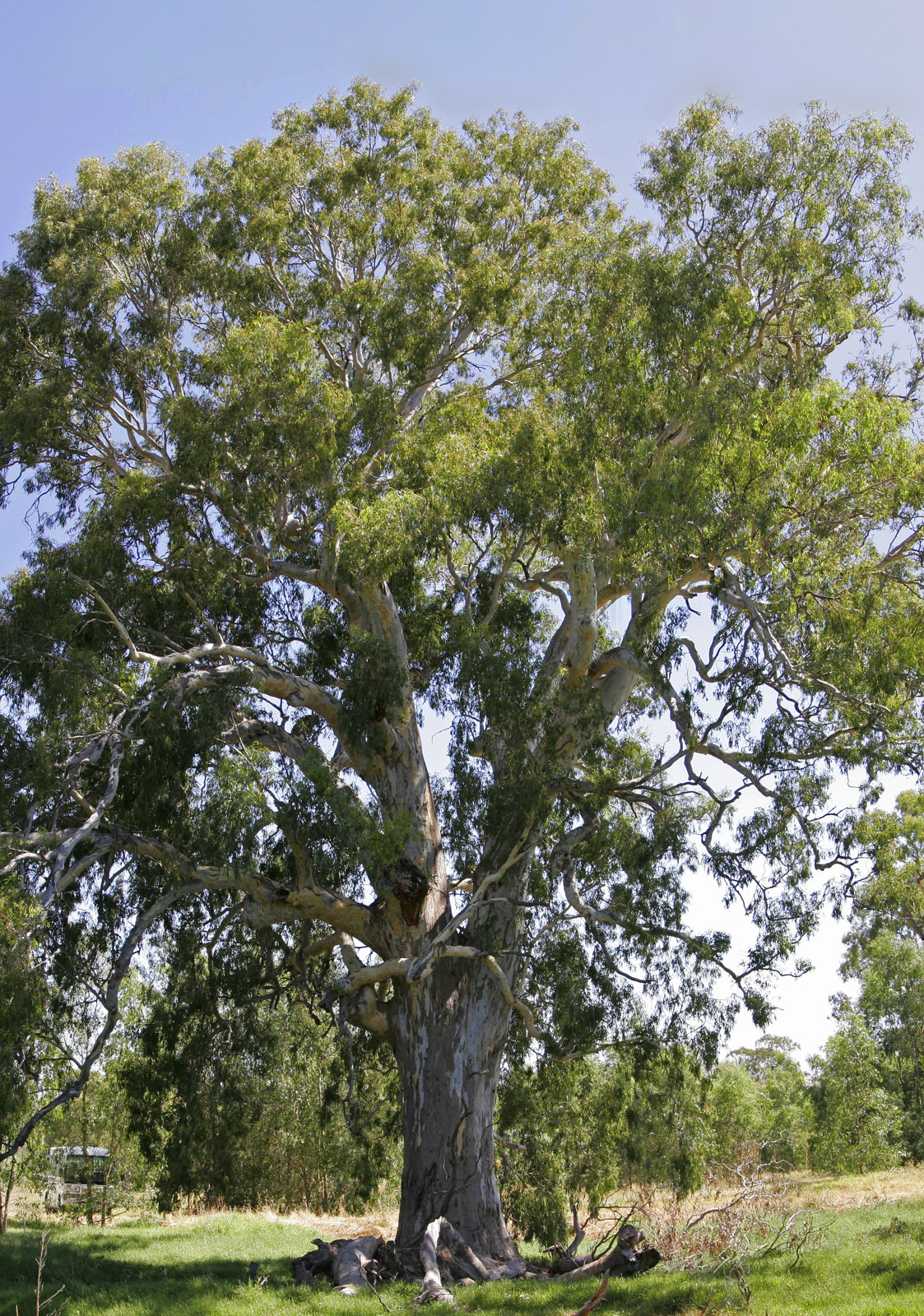
Un gommier des rivières vieux de 700 ans, en Nouvelle-Galles-du-Sud

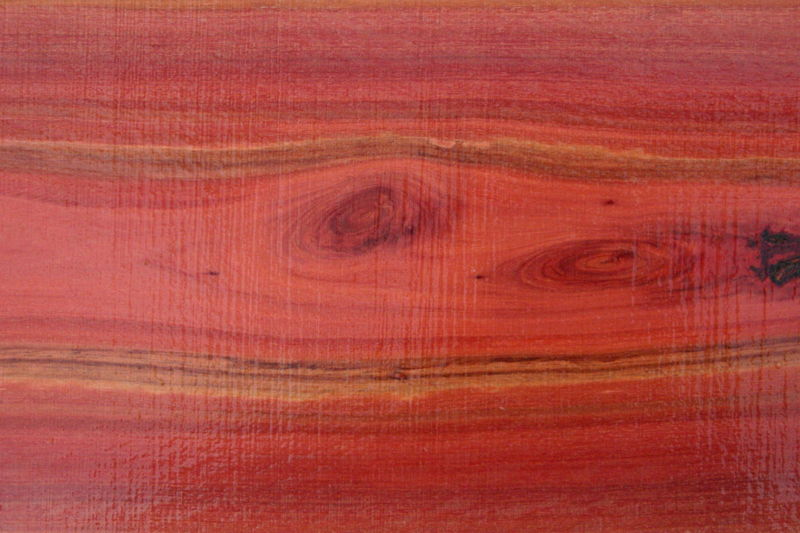
Bois de gommier rouge

Le gommier rouge doit son nom à son bois d'un rouge brillant, qui peut aller d'un rose pâle à un rouge très foncé, presque noir, selon l'âge du bois et les conditions climatiques. Il est assez cassant et noueux ce qui le rend difficile à travailler. Il est utilisé traditionnellement pour faire des piquets, des clôtures ou des traverses. Il commence à être utilisé en ébénisterie d'art pour sa couleur et ses nervures contournées. Il faut faire très attention à la sélection des bois car il est très sensible aux variations d'humidité de l'air. Dense (environ 900 kg/m³), il est assez dur, il se taille et se polit bien. C'est un bois apprécié des ébénistes lorsqu'il est vieux et bien sec.
C'est aussi un bois de chauffage très apprécié. Il est utilisé pour faire du charbon de bois que l'on emploie dans les aciéries brésiliennes. Il est aussi utilisé au Brésil dans la fabrication des ruches.